# Пасдар, Эдриан
Эдриан Кейван Пасдар (англ. Adrian Pasdar; род. 30 апреля 1965, Питсфилд, Массачусетс) — американский актёр, кинорежиссёр и музыкант. Получил известность благодаря ролям в фильмах «Почти полная тьма» и «Совсем как женщина», а также роли Нейтана Петрелли в сериале «Герои» и Гленна Тэлбота в сериале «Агенты „Щ.И.Т.“».

## Ранние годы
Эдриан Пасдар родился в Питсфилде, Массачусетс. Его отец, Гомаюн Пасдар, был мигрантом из Ирана, работал кардиохирургом недалеко от Филадельфии. Его мать, Розмарин (в девичестве — Сбережны) родилась в Кёнигсберге, Германия. Работала няней, затем — преподавателем английского языка и турагентом во Франции.
Пасдар окончил школу Марпл Ньютаун (Marple Newtown Senior High School) в Неттаун Сквер, Пенсильвания, а затем получил приглашение от Университета Флориды выступать в команде по американскому футболу в качестве лэйнбэкера. Будучи студентом первого курса, получил серьёзные повреждения в автокатастрофе. В этом несчастном случае были сильно повреждены ноги и лицо, а сам Эдриан остался на несколько месяцев в инвалидном кресле. Для того чтобы окончить первый год обучения, был вынужден пройти курс интенсивной физиотерапии.

## Карьера
В университете Эдриан начал интересоваться театральными постановками, работой актёров, сам писал сценарии. Так как он больше не мог играть в американский футбол, Эдриан бросил университет и вернулся домой, где нашёл работу в профессиональном театре People’s Light and Theatre Company. Работал в команде осветителей и декораторов. На одной из постановок с ним произошёл несчастный случай, в котором он потерял часть большого пальца левой руки. Медицинская компенсация позволила ему оплатить поступление в театральный институт Ли Страсберга в Нью-Йорке.
В возрасте 19 лет Эдриан проходит прослушивание на роль в фильме «Лучший стрелок». Режиссёр фильма Тони Скотт был так восхищен его игрой, что написал роль Чиппера специально для него. В дальнейшем играл в таких фильмах как «Дети солнца» (1986), «Улицы из золота» (1986), и культовом фильме Кэтрин Бигелоу про вампиров «Почти полная тьма» (1987), в котором Эдриан Пасдар сыграл главную роль Кайлеба Колтона. Из других важных ролей можно отметить его работу в фильме «Знаки жизни» (1990). Однако настоящий прорыв в своей карьере Эдриан совершил, когда снялся с актрисой Джули Уолтерс в британском фильме «Совсем как женщина».
В 1992 году он покинул Голливуд и вернулся в Нью-Йорк, где начал работать кассиром, однако при этом продолжил сниматься в эпизодах и играть второстепенные роли, таких как роль Фрэнки в фильме Брайана Де Пальмы «Путь Карлито» (1993).
Продюсерский и режиссёрский дебют Пасдара состоялся в артхаусном неонуаре «Цемент» (1999), который был современной интерпретацией пьесы «Отелло». Фильм получил награду на международном фестивале в Хьюстоне как лучший фильм (2000). На производство фильма было потрачено 1,7 млн долларов, в нём снялись такие актёры как Крис Пенн, Джеффри Райт, Шерилин Фенн, Генри Черни, а сценаристом выступил создатель телесериала «На краю Вселенной» Джастин Монджо.
Позднее Пасдар признавался:

 
«Для создания „Цемента“ я использовал каждую каплю своей энергии и каждый цент». 

В 2000 году актёр был выбран на второстепенную роль полицейского офицера в видеоклипе группы Dixie Chicks к песне «Прощайте, граф!» («Goodbye Earl»). Клип завоевал награду Академии кантри-музыки и Ассоциации кантри-музыки как лучшее видео 2000 года.

## Личная жизнь
С 2000 по 2017 годы был женат на солистке кантри трио Dixie Chicks Натали Мэнс. В браке родилось 2 сыновей: Джексон Слэйд Пасдар (род. 15.03.2001) и Бекет Фин Пасдар (род. 14.07.2004).

## Фильмография

### Актёр
| Год       |     | Русское название                                | Оригинальное название                      | Роль                                                 |
| --------- | --- | ----------------------------------------------- | ------------------------------------------ | ---------------------------------------------------- |
| 1986      | ф   | Лучший стрелок                                  | Top Gun                                    | Чиппер                                               |
| 1986      | ф   | Улицы из золота                                 | Streets of Gold                            | Тимми Бойл                                           |
| 1986      | ф   | Дети солнца                                     | Solarbabies                                | Дарстар                                              |
| 1987      | ф   | Сделано в США                                   | Made in USA                                | Дар                                                  |
| 1987      | ф   | Почти полная тьма                               | Near Dark                                  | Кайлеб Колтон                                        |
| 1989      | тф  | —                                               | Big Time                                   | Пол                                                  |
| 1989      | ф   | Плюшка                                          | Cookie                                     | Вито                                                 |
| 1990      | ф   | Знаки жизни                                     | Vital Signs                                | Майкл Четем                                          |
| 1990      | ф   | Раздираемый на части                            | Torn Apart                                 | Бен Арнон                                            |
| 1990      | тф  | Пропавший Капоне                                | The Lost Capone                            | Ричард Харт / Джимми Капоне                          |
| 1991      | ф   | Шанхай. Двадцатые годы                          | Shang Hai yi jiu er ling                   | Доусон Коул                                          |
| 1991      | ф   | Остров Грэнд-Айл                                | Grand Isle                                 | Роберт Лебрюн                                        |
| 1992      | ф   | Совсем как женщина                              | Just Like A Woman                          | Джеральд Тилсон / Джеральдин                         |
| 1993      | ф   | Ящик смерти                                     | Grey Knight                                | капитан Джон Харлинг                                 |
| 1993      | ф   | Путь Карлито                                    | Carlito’s Way                              | Фрэнки                                               |
| 1994      | ф   | Постель дьявола                                 | Shadows of Desire                          | Джуд Сноу                                            |
| 1994      | с   | Великие представления                           | Great Performances                         | Джордж                                               |
| 1994      | ф   | Последний разочек                               | The Last Good Time                         | Эдди                                                 |
| 1995      | тф  | Подарок матери                                  | A Mother's Gift                            | Уильям Дил                                           |
| 1995      | ф   | Причуды любви                                   | The Pompatus of Love                       | Джош                                                 |
| 1995      | тф  | Раб снов                                        | Slave Of Dreams                            | Иосиф                                                |
| 1996—1997 | с   | Профит                                          | Profit                                     | Джим Профит                                          |
| 1997      | тф  | Прикосновение зла                               | Touched by Evil                            | Джерри Браскин                                       |
| 1997      | с   | —                                               | Feds                                       | Си Оливер Рисор                                      |
| 1997      | ф   | Рана                                            | Wounded                                    | Хэнаган                                              |
| 1997      | ф   | Братский поцелуй                                | A Brother's Kiss                           | наркоша                                              |
| 1997      | тф  | Любовь в другом городе                          | Love in Another Town                       | Джейк Кантрелл                                       |
| 1997      | тф  | Дом Франкенштейна                               | House of Frankenstein                      | детектив Вернон Койл                                 |
| 1997      | ф   | —                                               | Ties to Rachel                             | боксер                                               |
| 1998      | ф   | Идеальный побег                                 | The Perfect Getaway                        | Кольт Эриксон                                        |
| 1998      | с   | За гранью возможного                            | The Outer Limits                           | Таннер Брукс                                         |
| 1998      | с   | Прикосновение ангела                            | Touched by an Angel                        | Эдвард Таннер                                        |
| 1999      | ф   | Мятеж                                           | Mutiny                                     | лейтенант Маравич                                    |
| 1999      | ф   | —                                               | Desert Son                                 | водитель                                             |
| 1999      | ф   | Большой день                                    | The Big Day                                | Тим                                                  |
| 2000—2002 | с   | Таинственные пути                               | Mysterious Ways                            | Деклан Данн                                          |
| 2002      | ф   | Переступить черту                               | Crossing the Line                          | Эрик Харрисон                                        |
| 2002      | с   | Сумеречная зона                                 | The Twilight Zone                          | Эндрю Ломакс                                         |
| 2003      | ф   | Подержанные львы                                | Secondhand Lions                           | продавец                                             |
| 2003      | тф  | —                                               | A Screwball Homicide                       | Ник Беннетт                                          |
| 2003—2005 | с   | Справедливая Эми                                | Справедливая Эми                           | Дэвид Макларен                                       |
| 2005      | с   | Отчаянные домохозяйки                           | Desperate Housewives                       | Дэвид Брэдли                                         |
| 2006—2010 | с   | Герои                                           | Heroes                                     | Нейтан Петрелли                                      |
| 2008      | ф   | Домашнее кино                                   | Home Movie                                 | Дэвид По                                             |
| 2009      | мс  | Супергеройский отряд                            | The Super Hero Squad Show                  | Соколиный глаз                                       |
| 2010      | мс  | Чёрная Пантера                                  | Black Panther                              | Капитан Америка                                      |
| 2010      | мс  | Железный человек                                | Iron Man                                   | Тони Старк / Железный человек                        |
| 2010—2011 | мс  | Марвел Аниме                                    | Marvel Anime                               | Тони Старк / Железный человек                        |
| 2011      | с   | Касл                                            | Castle                                     | агент внутренней безопасности Марк Фэллон            |
| 2011      | с   | Закон и порядок: Преступное намерение           | Law & Order: Criminal Intent               | Мейсон Кент                                          |
| 2011      | тф  | Ужас из недр                                    | The Terror Beneath                         | Джек                                                 |
| 2011—2012 | мс  | Юная Лига Справедливости                        | Young Justice                              | Хьюго Стрейндж, национальный гвардеец, коп из Чикаго |
| 2011—2013 | с   | Игра в ложь                                     | The Lying Game                             | Алек Райбек                                          |
| 2012      | тф  | Преследуя лепреконов                            | Chasing Leprechauns                        | Майкл Гарретт                                        |
| 2012      | с   | Политиканы                                      | Political Animals                          | президент Пол Гарсетти                               |
| 2012      | тф  | 40                                              | 40                                         | н/д                                                  |
| 2012—2017 | мс  | Совершенный Человек-паук                        | Ultimate Spider-Man                        | Тони Старк / Железный человек                        |
| 2013      | с   | Чёрная метка                                    | Burn Notice                                | Берк                                                 |
| 2013      | ф   | Беги                                            | Run                                        | Майк Ломбарди                                        |
| 2013      | мс  | Финес и Ферб                                    | Phineas and Ferb                           | Тони Старк / Железный человек                        |
| 2013      | мс  | LEGO Супергерои Marvel: Максимальная перегрузка | Lego Marvel Super Heroes: Maximum Overload | Тони Старк / Железный человек                        |
| 2013—2015 | мс  | Халк и агенты У.Д.А.Р.                          | Hulk and the Agents of S.M.A.S.H.          | Железный человек                                     |
| 2013—2017 | мс  | Мстители, общий сбор!                           | Avengers Assemble                          | Тони Старк / Железный человек, Силач Бруто           |
| 2014      | ф   | После                                           | The After                                  | Уэйд                                                 |
| 2014—2018 | с   | Агенты «Щ.И.Т.»                                 | Agents of S.H.I.E.L.D.                     | Гленн Тэлбот                                         |
| 2015      | с   | Роузвуд                                         | Rosewood                                   | доктор Дерек Фостер                                  |
| 2015      | ф   | Пробираясь сквозь рожь                          | Coming Through the Rye                     | мистер Тирни                                         |
| 2015      | тф  | —                                               | Kingmakers                                 | сенатор Адам Уолден                                  |
| 2015—2016 | мс  | Трансформеры: Роботы под прикрытием             | Transformers: Robots in disguise           | Микронус Прайм                                       |
| 2016—2017 | с   | Колония                                         | Colony                                     | Нолан Бёрджесс                                       |
| 2016—2017 | мс  | Закон Мёрфи                                     | Milo Murphy's Law                          | мистер Чейз                                          |
| 2017      | кор | —                                               | Double Take                                | Джон Диеб                                            |
| 2017      | с   | Смертельное оружие                              | Lethal Weapon                              | Дэн Купер                                            |
| 2017      | с   | Супергёрл                                       | Supergirl                                  | Морган Эдж                                           |

### Режиссёр
- 1999 — Цемент / Cement

### Продюсер
- 1999 — Цемент / Cement